# 남북동 조병수가옥
남북동 조병수가옥(南北洞 趙炳秀家屋)은 인천광역시 중구 남북동에 있는 대한제국시대의 가옥이다. 1997년 7월 14일 인천광역시의 문화재자료 제16호로 지정되었다.

## 개요
1890년에 세운 중류층 주택이다. 대문채와 안채로 구성되어 있으며 일부 면이 끊어진 ㅁ자 형태이다. 안채는 앞면 3칸·옆면 1칸 반 규모이며 대청마루를 중심으로 좌우에 안방과 건넌방을 배치하였다. 안방 옆에는 부엌을 달았으며 부엌 천장 일부를 낮추어 안방에서 사용하는 다락방을 꾸몄다. 대문채는 출입문인 대문을 중심으로 동쪽에는 사랑방을, 서쪽에는 방 1칸과 창고를 두었는데 방 앞에는 툇마루를 두었다. 이와 같은 평면 구성은 전형적인 중부형 주거이며, 경기.충청지방에 많은 주거 형식이다. 안채의 중도리에 기록된 상량문에 의하면 1890년에 건립되었다고 한다.

## 참고 문헌
- 남북동 조병수가옥 - 국가유산청 국가유산포털